# Dark Passion Play
Dark Passion Play (с англ. — «Тёмная игра страстей») — шестой студийный альбом финской симфоник-пауэр-метал-группы Nightwish. Вышел 26 сентября 2007 года в Финляндии, 28 сентября в Европе и 2 октября в США. Это первый альбом группы с участием вокалистки Анетт Ользон, а также первый альбом без предыдущей вокалистки Тарьи Турунен, покинувшей коллектив в октябре 2005 года. Лидер группы Туомас Холопайнен представил Dark Passion Play, как «альбом, который спас его жизнь».
Dark Passion Play был самым продолжительным альбомом группы до выхода Endless Forms Most Beautiful.
«Eva», первый сингл с альбома, был выпущен 25 мая 2007 как интернет-сингл, направленный на благотворительность; «Amaranth», выпущенный 22 августа; «Erämaan viimeinen», который был выпущен 5 декабря только в Финляндии; «Bye Bye Beautiful», выпущенный 15 февраля 2008, и «The Islander», вышедший 21 мая. Авторство обложек альбома и всех синглов принадлежит художнику Маркусу Майеру.
Как минимум три музыкальных клипа сопутствовали синглам. Первые два, «Amaranth» и «Bye Bye Beautiful» были сняты в Лос-Анджелесе, весной 2007 и стоили 270 000€. Видео «Amaranth» было выпущено вместе с синглом 22 августа 2007, а «Bye Bye Beautiful» был выпущен вместе с синглом 15 февраля. Третий клип «The Islander» был закончен в октябре 2007, в финском Рованиеми и был показан на MTV 14 апреля, за месяц до выхода сингла.
Холопайнен сказал, что сначала они не планировали снимать третье видео для альбома Dark Passion Play, но когда им предложили город с традиционной финской природой, они не смогли отказаться, также он заявил, что клип имеет много общего с самой песней.

## Происхождение названия
По словам Туомаса Холопайнена, клавишника группы и главного композитора, альбом изначально назывался «The Poet and the Pendulum», так же как и первая композиция на альбоме[страница не указана 1942 дня].
Passion Play — театрализованное представление о Страстях Христовых (мистерия), традиционно разыгрываемое католиками на Пасху. Dark Passion Play — строчка из заглавной песни альбома, а также название одной из частей этой песни.
«The morning dawned upon his altar

Remains of the dark passion play

Performed by his friends without shame…»с англ. — «Утро озарило на его алтаре остатки тёмной (извращённой) пьесы Страстей Христовых, исполненной его друзьями без капли стыда…»

## Запись
Nightwish начали студийные записи инструментальных партий Dark Passion Play осенью 2006 года, а закончили весной 2007. Всего было записано 14 песен. Оркестровые записи были сделаны на Студии Эбби Роуд в Лондоне за две сессии: одна в середине декабря и следующая в феврале. Так же как и с предыдущим альбомом Once, группа работала с Лондонским симфоническим оркестром и с хором Metro Voices. Записи вокальных партий начались в феврале 2007, после того как Анетт Ользон была выбрана новой ведущей вокалисткой группы. Альбом был сведён на студии Finnvox в Хельсинки в апреле-мае 2007.
Создание альбома стоило 500 000€, сделав его самым дорогим альбомом в истории финской музыки. Дополнительные 270 000€ были потрачены на съёмку двух клипов.

## Успех
В январе 2008 альбом занимал первое место в альбомных чартах шести стран. Синглы «Amaranth» и «Erämaan viimeinen» стали первыми в финских чартах. 5 февраля 2010 года альбом стал платиновым пять раз: по Финляндии разошлось 150 000 копий.

## Новая вокалистка
В октябре 2005 года, после мирового турне в поддержку Once, ведущая вокалистка Тарья Турунен была уволена, о чём было заявлено в открытом письме группы. Чтобы найти ей замену, группа проводила слушания с 17 марта 2006 года по 15 января 2007 года, получив около 2000 демозаписей.
24 мая 2007 было официально объявлено, что Анетт Ользон, до этого работавшая в шведской группе Alyson Avenue, стала новой вокалисткой Nightwish. В Интервью Холопайнен сказал, что они приняли это решение в январе 2007, основываясь на впечатлениях от того как она спела «Ever Dream», песню с альбома Century Child.
Конечно же это огромная задача для певицы — она всё время будет сравниваться с Тарьей, но я абсолютно уверен, что она справится.
— Туомас Холопайнен оценивает возможности Анетт Ользон

## Утечки
Первый сингл, «Eva», был слит в интернет за шесть дней до официального релиза, тем самым заставив группу выпустить сингл раньше, чтобы повысить загрузки. Некоторые версии других песен были выложены на YouTube и torrent месяцем позже. Весь альбом был слит в Интернет до 2 августа 2007, включая закадровый голос рекорд компании. Целый альбом (без закадрового голоса) был слит 21 сентября 2007 по вине некоторых магазинов в Мексике, которые продавали альбом в розницу задолго до мирового релиза.
Видео к четвёртому синглу с альбома «Bye Bye Beautiful» было заранее слито на YouTube и схожие сайты.

## Faster Harder Nightwish
Faster Harder Nightwish (Более быстрый и тяжёлый Nightwish) было анонсировано в качестве названия грядущей записи 1 апреля 2007 на официальном сайте. Название, возможно, было позаимствовано с сингла группы Scooter — «Faster Harder Scooter». Они также обнародовали изображение обложки, что заставило комьюнити поверить, что группа полностью меняет стиль с симфоник-пауэр-метала на что-то типа альтернативы. И уже через несколько часов можно было найти «рекламный образец» с альбома в сети. Позже на официальном сайте было заявлено, что это была первоапрельская шутка.

## Список композиций
|     | Название                     | Композитор                       | Примечания                                                                       | Длина |
| --- | ---------------------------- | -------------------------------- | -------------------------------------------------------------------------------- | ----- |
| 1.  | «The Poet and the Pendulum»  | Туомас Холопайнен                | Feat. Tom Williams — вокал сопрано. Название отсылает к The Pit and the Pendulum | 13:54 |
| 2.  | «Bye Bye Beautiful»          | Туомас Холопайнен                | Четвёртый сингл                                                                  | 04:14 |
| 3.  | «Amaranth»                   | Туомас Холопайнен                | Второй сингл                                                                     | 03:51 |
| 4.  | «Cadence of Her Last Breath» | Туомас Холопайнен                |                                                                                  | 04:14 |
| 5.  | «Master Passion Greed»       | Туомас Холопайнен                |                                                                                  | 06:02 |
| 6.  | «Eva»                        | Туомас Холопайнен                | Первый сингл                                                                     | 04:24 |
| 7.  | «Sahara»                     | Туомас Холопайнен                |                                                                                  | 05:47 |
| 8.  | «Whoever Brings the Night»   | Эмппу Вуоринен                   |                                                                                  | 04:17 |
| 9.  | «For the Heart I Once Had»   | Туомас Холопайнен                |                                                                                  | 03:55 |
| 10. | «The Islander»               | Марко Хиетала                    | Пятый сингл                                                                      | 05:05 |
| 11. | «Last of the Wilds»          | Туомас Холопайнен                | Инструментальная. Версия с вокалом, «Erämaan viimeinen», это третий сингл        | 05:40 |
| 12. | «7 Days to the Wolves»       | Туомас Холопайнен, Марко Хиетала |                                                                                  | 07:03 |
| 13. | «Meadows of Heaven»          | Туомас Холопайнен                |                                                                                  | 07:10 |
| 14. | «Escapist»                   | Туомас Холопайнен                | Бонус-трек с Японской версии                                                     | 04:57 |

Туомас Холопайнен о песнях
- «The Poet And The Pendulum»

«Это своего рода саундтрек к моей жизни последние два года. Я действительно люблю жизнь и наслаждаюсь ей, и я думаю, что этот мир очень красивое место, но иногда я чувствую что-то вроде: „о, все дерьмо, жизнь отстой!“. И порой так хреново, что не видишь никакого просвета или хотя бы намека на то, что все станет хорошо. И эта песня полна таких мыслей. Было по-настоящему символично убить себя в этой песне».
Nuclear Blast, Spinefarm Records и Roadrunner Records выпустили издания, включающие инструментальную версию альбома.

## Чарты и награды
| Чарт                              | Пиковая позиция | Награды    | Продажи  |
| --------------------------------- | --------------- | ---------- | -------- |
| Австралия                         | 42              |            |          |
| Австрия                           | 5               | Золото     | +10 000  |
| Бельгия                           | 17              |            |          |
| Канада                            | 24              |            |          |
| Китай                             |                 |            | +4500    |
| Хорватия                          | 1               |            | +5000    |
| Чехия                             | 1               |            |          |
| Дания                             | 18              |            |          |
| Европейский альбомный чарт        | 4               |            |          |
| Финляндия                         | 1               | 6x Платина | +150 000 |
| Франция                           | 6               |            |          |
| Германия                          | 1               | Платина    | +200 000 |
| Греция                            | 3               |            |          |
| Венгрия                           | 1               | Платина    | +7500    |
| Ирландия                          | 62              |            |          |
| Италия                            | 14              |            | +20 000  |
| Япония                            | 54              |            |          |
| Япония · Чарт зарубежных альбомов | 12              |            |          |
| Мексика                           | 22              |            |          |
| Нидерланды                        | 5               |            |          |
| Норвегия                          | 7               |            |          |
| Польша                            | 6               | Золото     | +10 000  |
| Испания                           | 33              |            |          |
| Швеция                            | 4               | Золото     | +30 000  |
| Швейцария                         | 1               | 2x Платина | +60 000  |
| UK Album Chart                    | 25              | Серебро    | +60 000  |
| UK Top 40 Rock Album Charts       | 3               | Серебро    | +60 000  |
| США · The Billboard 200           | 84              |            | +90 000  |
| США · Top Hard Rock Albums        | 7               |            | +90 000  |